# チャリロト
チャリロトとは、株式会社チャリ・ロトによる競輪およびオートレースの車券、及びこれを含む車券の販売サービスである。
企業としては当初、競輪では初、公営競技全体でも1962年以来46年ぶりに発売された重勝式投票券（複数レースにおける先着をまとめて予想する投票券）の取り扱いを行うために設立されたもので、その後競輪やオートレースの通常車券も販売するようになり現在に至る。

## 重勝式投票券「チャリロト」
チャリロト2008年に導入された、競輪の重勝式投票券である。当初より「チャリロト」は数字選択式宝くじに類似したキャリーオーバー方式を採用しており、的中金額の上限が設けられている。
平塚競輪場を皮切りに、2024年現在19の競輪場を対象に発売されている。Kドリームス・オッズパークLOTOと同様の民間系重勝式車券の一つであり、これら他社の重勝式と重複して設定されている競輪場はない。
名称そのままの「チャリロト」はランダム式、「チャリロトセレクト」「チャリロト5」「チャリロト3」はセレクト式の投票方式である（詳細は後述）。
チャリロトのポータルでは、Dokanto!の購入も可能である。

## 歴史
- 2008年（平成20年）
  - 2月6日 - 平塚競輪場がチャリLOTO[2]の導入を発表。
  - 4月12日 - WEBサイト「チャリロト.com」にて会員登録が可能。
  - 4月15日 - 平塚競輪場のレースを対象としてチャリロト発売開始。
  - 6月5日 - チャリロトで7969万8600円の配当。当時の公営競技史上最高配当。
  - 10月22日 - 伊東温泉競輪場のレースも対象として発売開始。
  - 11月18日 - 小倉競輪場のレースも対象として発売開始。
  - 12月12日 - 新投票方法のチャリロト・リターンを発売開始。
- 2009年（平成21年）
  - 1月16日 - 大津びわこ競輪場のレースも対象として発売開始。
  - 4月12日 - 松戸競輪場のレースも対象として発売開始。
  - 8月4日 - 奈良競輪場のレースも対象として発売開始。
  - 8月5日 - 豊橋競輪場のレースも対象として発売開始。
  - 8月18日 - 千葉競輪場のレースも対象として発売開始。
- 2010年（平成22年）
  - 7月2日 - チャリロト・リターンの発売休止。
  - 7月4日 - 新投票方法のチャリロト5・チャリロト3を発売開始。
  - 10月21日 - 平塚競輪場のチャリロトで9億0598万7400円の配当。公営競技史上最高配当。
- 2011年（平成23年）10月10日 - 別府競輪場のレースも対象として発売開始。
- 2012年（平成24年）
  - 2月27日 - 熊本競輪場のレースも対象として発売開始。
  - 3月16日 - 玉野競輪場のレースも対象として発売開始。
  - 5月22日 - DMM.comでチャリロトの発売開始。
  - 8月24日 - 平塚・川崎・小田原を「グループ開催」の『グループA』としてキャリーオーバーを共有化[3]。
  - 8月24日 - 川崎競輪場のレースも対象として発売開始。
  - 9月1日 - 小田原競輪場のレースも対象として発売開始。
  - 11月25日 - 松山競輪場のレースも対象として発売開始。『グループA』は4場となる[4]。
  - 11月12日 - 豊橋・別府・熊本を「グループ開催」の『グループG』としてキャリーオーバーを共有化[5]。
  - 11月25日 - 奈良・千葉・玉野・高松を「グループ開催」の『グループC』としてキャリーオーバーを共有化[6]。
  - 11月27日 - 伊東温泉競輪場が『グループC』に移行。伊東温泉・静岡を「グループ開催」の『グループB』としてキャリーオーバーを共有化[7]。
  - 12月6日 - 静岡競輪場のレースも対象として発売開始。
  - 12月9日 - 奈良競輪場が『グループC』に移行。
  - 12月12日 - 玉野競輪場が『グループC』に移行。
  - 12月24日 - 高松競輪場のレースも対象として発売開始。
- 2013年（平成25年）
  - 3月24日 - 小倉競輪場が『グループG』に移行[8]。
  - 4月7日 - 千葉競輪場がグループCから『グループB』へ移動[9]。
  - 4月22日 - 高知競輪場のレースも対象として発売開始[10]。
  - 12月6日 - いわき平競輪場のレースも対象として発売開始。『グループB』は4場となる[11]。
- 2017年（平成29年）
  - 4月30日 - 松阪競輪場のレースも対象として発売開始[12]。『グループG』は5場となる。
  - 5月10日 - 広島競輪場のレースも対象として発売開始[13]。『グループC』は5場となる。

なお、2017年4月現在、松戸競輪場についてはどのグループにも属していない（ただし『グループE』として扱われている）。

## 投票方法

### インターネット投票
対応している投票サイトは、いずれも民間ポータルと呼ばれているものであり、「チャリロト」、「みんなの競輪」、「DMM競輪」、「LotoPlace」、「AOKEIスタジアム」、「eSHINBUN BET」である。このうちeSHINBUN BETにおいては後述の投票方式のうち「チャリロト」のみの発売となる（チャリロト・セレクト、チャリロト5、チャリロト3は購入不可）。

### 現金投票
2011年12月より、競輪場および場外車券売場に設置されている「チャリロトプラザ」において、現金による入金・投票・払戻が可能となる（入出金の金額制限あり）。ただし現地で「チャリロトプラザ会員」に登録する必要がある。なお実施されているのは平塚競輪場、松戸競輪場、伊東温泉競輪場、松山競輪場、熊本競輪場、玉野競輪場、川崎競輪場、奈良競輪場の8場と場外のサテライト石狩、サテライト横浜、いわき平競輪場郡山場外、松阪競輪場川越場外で、自場以外やチャリロトKEIRINを含む全てのチャリロトに投票できる。

## 投票方式
2010年7月4日現在、チャリロトとしての投票方式は4種類存在する。
チャリロト
1日に行われるレースのうち最終競走から数えて連続する7競走の勝者を予想する「七重勝単勝式」。発売は1口200円単位。買い目はコンピュータが7レース分の1着番号を無作為に選ぶクイックピック方式のため自分で指定することはできないが、購入決定前にコンピュータが出した買い目を全て変更する（キャンセル）ことができる。キャンセルした場合は買い目がすべて変更され、一部を残してキャンセルすることはできない。1日の投票申込回数は全競輪場をあわせて99回までで、投票とキャンセルの合計回数は全競輪場をあわせて1日10回までに制限されており、これを超えると当日は投票（他の車券や他のチャリロト形式もコールセンターに連絡しない限り投票できなくなる）もキャンセルもできない。キャリーオーバー（繰越）制を採用しており払戻金の上限額は最大12億円となる。的中確率は競輪選手9人×7レースなので9-7 = 4,782,969-1 (4782969分の1)である。
2012年4月からの「Dokanto!」発売により、「Dokanto!」の対象となる開催ではこのチャリロトは発売されていない。
チャリロトセレクト
1日に行われるレースのうち最終競走から数えて連続する7競走の勝者を予想する「七重勝単勝式」。発売は1口100円単位。セレクト式で、キャリーオーバー制を採用しており払戻金の上限額は最大6億円となる。9車立ての開催では4782969通り、7車立ての開催では823543通りとなる。
チャリロト5（ファイブ）
1日に行われるレースのうち最終競走から数えて連続する5競走の勝者を予想する「五重勝単勝式」。発売は1口100円単位。セレクト式で、キャリーオーバー制を採用しており払戻金の上限額は最大6億円となる。
チャリロト3（スリー）
1日に行われるレースのうち最終競走から数えて連続する3競走の勝者を予想する「三重勝単勝式」。発売は1口100円単位。セレクト式で。この賭け式ではキャリーオーバー制は採用しておらず、全投票者が不的中だった場合は全員に購入金額の70%にあたる1口100円につき70円が払い戻される特払となる。

### 過去の投票方式
チャリロトリターン（2008年12月20日 - 2010年7月2日）
1日に行われるレースのうち最終競走から数えて連続する6競走の勝者を予想する「6重勝単勝式」が基本。発売は1口100円単位。買い目は自分で好きな番号を指定する選択方式。この方式はキャリーオーバー制は採用しない替わりに、全投票者の中で6競走を全て的中した者がいない場合は、6競走のうち5競走を的中（連続でなくてもよい）した者が払戻の対象となる。しかし全投票者に5レース的中者もいない場合は全員に購入金額の70%にあたる1口100円につき70円が払い戻される（投票券の特払扱いと同じ）。
なお5レース的中による払い戻しの場合、的中者多数の場合は、まず的中車券の目ごとに配当金を均等分割し、さらに同じ目の的中車券を購入した者の間で均等分割する方法により、5Rまでの的中人数が少ない組み合わせでの予想を行った投票者が有利になる形で払戻金が分配された。

## グループ開催
2012年8月より「グループ開催」として、一部の競輪場においてキャリーオーバーを共有する。数場が一つの『グループ』となり、今後は『グループ』の中から1日1場を対象として発売し『グループ』内においてキャリーオーバーが共有される。なお『グループA』導入時に新規の発売となった川崎競輪場では、以前からあった平塚競輪場のキャリーオーバーがそのままスライドされ、他の導入時には『グループG』は豊橋競輪場、『グループC』は奈良競輪場、『グループB』は伊東温泉競輪場のキャリーオーバーがそのままスライドされた。
- A - 川崎、平塚、小田原、松山
- B - いわき平、千葉[25]、伊東温泉、静岡、向日町、小松島
- C - 奈良、玉野[26]、高松、高知、広島
- E - 松戸[27]
- G - 豊橋、小倉、別府、熊本[26]、松阪

なおキャリーオーバー制度のないチャリロト3は対象外となり、川崎・小田原・静岡・高知・松阪の開催ではチャリロト3の発売を行っていない。

## ルール
- チケット発売後、レースが中止・延期となった場合は購入金額の返還が可能。
- 選手の欠場があった場合、該当車番が含まれているチケット分のみ購入金額の返還が可能。
- チャリロト不成立となった場合、購入金額の返還が可能。

## チャリロトの的中配当実績
| 日付           | 競輪場     | 配当          | 備考                 |
| -------------- | ---------- | ------------- | -------------------- |
| 2008年6月5日   | 平塚       | 79,698,600円  |                      |
| 2009年2月4日   | 伊東温泉   | 31,396,640円  |                      |
| 2009年9月15日  | 大津びわこ | 31,590,300円  |                      |
| 2010年10月21日 | 平塚       | 905,987,400円 | 公営競技史上最高配当 |
| 2010年11月4日  | 松戸       | 97,252,340円  |                      |
| 2011年1月27日  | 小倉       | 400,291,940円 |                      |
| 2011年2月3日   | 千葉       | 72,286,800円  |                      |
| 2012年12月31日 | 伊東温泉   | 524,627,700円 |                      |
| 2014年1月3日   | 熊本       | 274,072,040円 |                      |
| 2014年1月23日  | 玉野       | 496,350,000円 |                      |
| 2014年7月21日  | 松戸       | 102,363,740円 |                      |
| 2014年11月5日  | 平塚       | 350,144,540円 |                      |

※当選金には宝くじやBIGと違い別途税金が掛かるので確定申告などが必要となる。

## 発売終了時における取り扱いについて
大津びわこ競輪場は2011年3月11日から3日間予定されていた開催をもって本場開催が廃止されたが、最終開催では終了した時点でキャリーオーバーが発生していた場合には全額を主催者の収益とするが、最終開催日において「チャリロト」「チャリロト・セレクト」「チャリロト5」で全レース的中者がいない場合は一つのレースを外した目の購入者全員を繰り上げ的中とする特別措置が実施されることになった。なお、この措置におけるルールは、廃止された「チャリロト・リターン」を準拠としている。
しかし2011年東北地方太平洋沖地震の影響で最終開催を初日で打ち切ったため、初日を最終開催日として上記の措置を実施し、一つのレースを外した目の購入者がいなかった「チャリロト・セレクト」に限って、キャリーオーバーの残額36,750円が大津市の収入となった。
2012年からは各場でグループ開催方式に移行する際、それまでのキャリーオーバーについては最終日を定めて同様の特別措置を行うことが相次いで発表されている。
- 熊本競輪場 - 2012年10月31日
  - 的中者が出ず、チャリロトの残額208万6650円、チャリロトセレクトの残額78万0675円、チャリロト5の残額1350円が、熊本市の収入となった[30]。
- 別府競輪場 - 2012年11月5日
  - 的中者の出なかったチャリロトの残額475万6050円、チャリロトセレクトの残額3700円が、別府市の収入となった[31]。
- 千葉競輪場 - 2012年11月7日
  - 的中者が出ず、チャリロトの残額2058万4650円、チャリロトセレクトの残額4275円、チャリロト5の残額3600円が、千葉市の収入となった[32]。
- 玉野競輪場 - 2012年11月18日[33]
  - 的中者の出なかったチャリロトの残額134万7750円が、玉野市の収入となった。
- 小倉競輪場 - 2013年2月28日[34]
  - 的中者の出なかったチャリロトの残額5188万3050円が、北九州市の収入となった[35]。

## チャリロトKEIRIN
通常の7賭式を チャリロトのサイトより購入するサービスである。当初は投票対象の競輪場が限られていたが、2023年現在は通常の競輪開催が行われないTIPSTAR DOME CHIBA（PIST6）以外の全42競輪場の投票券を購入できる。
なおチャリロトKEIRINにおける通常車券については伊東市（伊東温泉競輪場）が管理施行者扱いとなっている。

## チャリロトオートレース
2014年6月18日よりオートレースの通常賭式もチャリロトのサイトより購入できるサービスが開始された。基本的にはチャリロトKEIRINと同じサービスとなっているが、当初オートレースの重勝式については取り扱っていなかった。2020年6月29日からランダム方式4重勝単勝式の『当たるんです』が発売開始された。

## 運営会社
チャリロトの運営会社は、サービス開始以後は「株式会社チャリ・ロト」であるが、資本関係は沿革の通り変化している。
2019年よりMIXIグループの一員となる。MIXIは直営で競輪・オートレース投票ポータルのTIPSTARも運営しているが、対象層を分けてプロモーションを行うことにより棲み分けを行っている。

### 沿革
- 2006年12月13日 - 株式会社KOVS設立。
- 2007年10月 - 株式会社テラネッツ（現・クラウドゲート）により連結子会社化[39]。
- 2008年5月30日 - 株式会社チャリロトに商号変更[40]。
- 2009年12月17日 - テラネッツが株式を譲渡[41]。
- 2016年10月 - 投資会社のジャフコに買収される。
- 2019年
  - 2月28日 - 株式会社ミクシィ（現・株式会社MIXI）が完全子会社化[42]。
  - 12月3日 - 株式会社ジャフコ内株式会社チャリ・ロトに合併。

### 所有する競輪場・運営を行う競輪場外車券売場・包括運営を行う競輪場
チャリ・ロトは、以下の競輪場を所有している。また、一部の競輪場や競輪場外車券売場の包括運営事業も行っている。
- 所有する競輪場
  - 富山競輪場（2020年2月から所有）[43]
  - 伊東温泉競輪場（2021年3月から所有）[44]
- 包括運営を行う競輪場
  - 玉野競輪場[45]
  - 高松競輪場
  - 小松島競輪場
  - 広島競輪場
- 包括運営を行う競輪場外車券売場
  - クラップ石鳥谷
  - クラップかしま

### レース中継配信・提供
チャリ・ロトではレース中継の配信に力を入れている。チャリ・ロト本社に2021年12月に完成した専用スタジオを設け、そこよりの生配信を実施しているほか、玉野競輪場・高松競輪場では現地スタジオにおける競輪場公式番組の制作を行っている（玉野は本社から放送する場合あり）。
2025年6月30日で、「ぺーちゃんねる」および競輪場現地より配信される「チャリチャン」を除く番組を終了させた。
- 「加藤慎平の『ぺーちゃんねる』」（加藤慎平）　ミッドナイトG3を含む、グレードレースの大半で配信、デイ・ナイターリレー開催のグレードレースも通しで配信。
- 「チャリチャン」　チャリロト所有の小松島・広島[46]は全開催配信。また平塚の全開催と松戸のミッドナイトを除く開催は、それぞれの競輪場のYouTubeチャンネルにおいて配信し、この両場の配信は現地公開で行われる。
- 「競輪予想ライブ『ベビロト』」（ストロベビー）　ミッドナイト競輪が対象
- 「林雄一の競輪『喜喜IPPATSU』」　ナイター競輪のFI開催の一部で配信。
- 「チャリロト劇場『燃えろ!!オートレース』」

その他、競輪YouTuberの配信の協賛も行っている。